# Музикален съпровод
Музикалният съпровод (акомпанимѐнт) е съпровод на главната партия или мелодия на вокално или инструментално произведение. Разговорно се нарича „акомпаниране“.
Бива:
- инструментален съпровод – с музикален инструмент, изпълнено от солист (пианист, виолончелист и т.н.) или ансамбъл (симфоничен оркестър, квартет, банд, ритъм секция или др.)
- вокален съпровод – с глас, изпълнено от солист (напр. беквокал) или ансамбъл (напр. хор).

Импровизиран акомпанимент се нарича съпровод, който се съчинява при изпълнението.

## Видове клавирен акомпанимент
Съществуват три типа клавирен акомпанимент:
- Изпълнение на клавири, наподобяващи оркестровата звучност – извлечения от партитури на акомпанираща оркестрова партия при изпълнение на солови концерти, пиеси или арии и вокални ансамбли;
- Изпълнение на кантилени, танци и виртуозни пиеси, арии и песни, при които акомпаниментът е второстепенна, хармонична и ритмична основа;
- Изпълнение на пиеси, които изявяват техническите и звукови възможности и на двата инструмента (солиращ инструмент или глас и акомпаниращото пиано).

## Музикални форми
По-известни музикални форми характеризиращи се с или без съпровод:
- А капела – хорът пее сам, без инструментален съпровод.
- Ария – основна оперна форма, която се изпълнява от солист със съпровод на оркестър.
- Песен – кратка музикална композиция, написана за един или няколко гласа без съпровод или в съпровод на музикални инструменти.
- Речитатив – бива:
  - secco – „сух“ (без музикален съпровод или само в съпровод на басо континуо)
  - accompagnato – „с акомпанимент“ (с оркестър, нарича се още obbligato или strumentato)

## Музикалният съпровод в България
Българската школа в музикалния съпровод е създадена в началото на 20 в. на базата на европейските клавирни традиции, а по-късно се развива под културните влияния на руската клавирна школа. През 60-те години на 20 в. в Българската държавна консерватория се създава дисциплината „клавирен съпровод“ в бакалавърския цикъл на обучение, а по-късно се сформира и отделна катедра „клавирен съпровод“.